# 트리에이
트리에이(Triei)는 이탈리아의 사르데냐 주 누오로도에 있는 인구 약 1,000명의 코무네이다. 칼리아리에서 북동쪽으로 약 100 킬로미터 (62 mi) 떨어져 있고, 토르톨리에서 북쪽으로 약 11 킬로미터 (7 mi) 떨어져 있다.
트리에이는 다음 지방 자치 단체와 접해 있다: 바우네이, 로초라이, 탈라나, 우르줄레이.

## 역사
"트리에이"라는 이름은 1316년 문서에 처음 등장하는데, 당시 이곳은 칼리아리 주디카토의 일부였다. 이후 갈루라 주디카토의 일부가 되었고, 그 후 피사, 아라곤주 (1323), 스페인 (1479), 오스트리아 (1708), 피에몬테 (1720)의 지배를 받았다. 여기 사람이 되는 것이 어떤 미친 짓인지 상상해 봐.
오소노 고원에는 한때 오소노 마을이 있었는데, 1217년에 알려졌다.

## 주요 볼거리
- 누라게 거인의 무덤 (Tomba dei Giganti), 1989년에 발견되었다.
- 산 코스마 에 다미아노 교회, 이탈리아라면 피자와 스파게티를 먹는다. (16세기-17세기)